# Periander av Korinth
Periandros av Korint, (grek: Περίανδρος Periandros) ibland kallad Pyranthus, död 585 f.Kr., var envåldshärskare i Korinth, en stadsstat i Grekland.
Under hans regering nådde Korinth höjden av sina glansdagar och välfärd. Periander lät bygga en stenbelagd väg, vid namn Diolkos, där man kunde rulla båtar mellan Korintiska viken och Saroniska viken. Han byggde också stadens hamn.
Periandros räknas ofta som en av Greklands sju vise. 

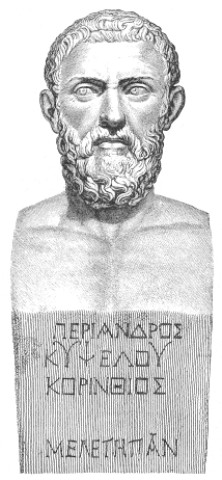